# Entoloma xanthocaulon
Entoloma xanthocaulon är en svampart som beskrevs av Arnolds & Noordel. 1979. Entoloma xanthocaulon ingår i släktet Entoloma och familjen Entolomataceae.  Artens status i Sverige är: Ej påträffad. Inga underarter finns listade i Catalogue of Life.